# جايسون سمارت
جايسون سمارت (بالإنجليزية: Jason Smart)‏ هو لاعب كرة قدم بريطاني، ولد في 15 فبراير 1969.